# Sabrina Schmutzler
Sabrina Schmutzler (* 7. Oktober 1984 in Gera) ist eine deutsche Fußballspielerin.

## Karriere
Schmutzler begann beim FC Thüringen Weida – gemeinsam mit Jungen – mit dem Fußballspielen und gelangte über den 1. FC Gera 03, für den sie bis 2003 aktiv war, zum FF USV Jena. Mit der Meisterschaft in der 2. Bundesliga Süd gelang ihr mit dem Verein der Aufstieg in die Bundesliga, in der sie am 7. September 2008 (1. Spieltag), bei der 2:3-Niederlage im Heimspiel gegen den Hamburger SV nicht nur ihr Debüt gab, sondern mit den Treffern zum zwischenzeitlichen 1:0 in der 4. Minute und dem zwischenzeitlichen 2:2 in der 61. Spielminute, sogleich ihre ersten Bundesligatore erzielte. Im Februar 2015 beendete Schmutzler ihre aktive Bundesligakarriere, die bis dahin 88 Bundesliga-Spielen, 10 Tore für den USV Jena erzielte. Zur Saison 2017/2018 beginnt Schmutzler, nach zweijähriger Babypause, bei der neuen Frauenmannschaft des FC Carl Zeiss Jena.

## Erfolge
- Teilnahme an der Universiade 2007
- Meister der 2. Bundesliga Süd 2008
- Aufstieg in die Bundesliga 2008
- Torschützenkönigin der 2. Bundesliga Süd 2008 (27 Tore)

## Fußballfunktionär
Seit Januar 2019 ist Schmutzler Integrator für Frauen- und Mädchenfußball beim FC Carl Zeiss Jena.

## Sonstiges
Vom 8. bis 18. August 2007 war sie auf Einladung Teilnehmerin an der Universiade in Bangkok. 
Im Herbst 2011 beendete Schmutzler ihr Studium der Sportwissenschaft an der Friedrich-Schiller-Universität in Jena, zuvor absolvierte sie ihre Ausbildung am Jenaer GuthsMuths-Sportgymnasium.